# The Sims 4
Els Sims 4 és un videojoc de simulació social i de vida. És el quart volum de la saga The Sims. Electronic Arts va anunciar el joc el 6 de maig del 2013 per a les plataformes Microsoft Windows i OS X el 2 de setembre de 2014 a Amèrica i el 4 de setembre de 2014 a Europa.

## Antecedents
El 25 d'abril de 2013 es filtraren a la pàgina web personal d'un desenvolupador del videojoc algunes captures de pantalla de prototips d'interfície d'usuari, destapant-ne de manera oficiosa el desenvolupament del quart lliurament de Els Sims.
El 3 de maig del mateix any, Electronic Arts envià un email a alguns llocs web de fans on va anunciar que hi hauria un gran anunci el 6 de maig. Se suposava que es tractaria de The Sims 4 i finalment, així fou.

## Sistema de joc
Els jugadors creen un personatge Sim i en controlen la vida explorant diferents personalitats que canvien la manera de jugar. Els Sims poden fer diverses tasques. Els estats d'ànim dels Sims canvien el joc i influeixen en l'estat emocional dels Sims, amb noves opcions d'interacció.
De manera similar als jocs Sims anteriors, els desafiaments creats pels jugadors abunden. Un dels més freqüents és el Legacy Challenge (desafiament del llegat) en què els jugadors creen un sol Sim i intenten que el seu llinatge duri deu generacions.

### Creació d'un Sim
Per començar a jugar, el jugador primer ha de crear una unitat domèstica de personatges que podrà controlar. La unitat domèstica pot tenir d'un a vuit Sims i poden estar en diferents etapes de la vida, que afectaran tant el físic del personatge com les possibles interaccions al jugar-hi. Les sis etapes de la vida on poden estar els personatges al crear-los són: nen petit, nen, adolescent, adult jove, adult i vell. Dins del joc també hi ha nadons, però no poden ser accedits dins de la creació d'un Sim.
Un dels canvis principals a la funcionalitat Crea un Sim és que els controls lliscants de jocs previs han estat substituïts per la manipulació directa del ratolí. En fer clic, arrossegar i estirar amb el ratolí, els jugadors poden manipular directament les característiques facials d’un Sim. Els jugadors poden manipular directament qualsevol part del cos, inclosos l’abdomen, el pit, les cames, els braços i els peus. En jocs anteriors dels Sims, només es podia manipular la forma física i la greixesa al cos d'un Sim; no obstant això, els nivells de condicionament físic i de greix encara es poden ajustar a The Sims 4 amb lliscadors com en els jocs anteriors. El joc base inclou més de quaranta pentinats per a Sims masculins i femenins. Hi ha fins a divuit opcions de color de cabell per pentinat. Hi ha seleccions de dissenys prefabricats de Sims disponibles per triar, i varien en forma de cos i ètnia.
Cada Sim té tres trets de personalitat, que es poden escollir entre 45 disponibles al joc base i una aspiració que conté el seu propi tret ocult.
En comparació amb els jocs anteriors dels Sims, en què els vestits de cada dia, formal, esport, roba de dormir, festa, roba de bany, abrigat o calorós, estaven restringits a tenir les seves pròpies opcions de roba, totes les opcions de roba estan disponibles en tots els vestits i es permet als jugadors fins a cinc vestits per categoria. Hi ha un panell de filtre on es poden ordenar les opcions de roba per color, material, categoria de roba, opcions de moda, estil, contingut i paquets.
Tant el contingut de vestuari, maquillatge, detalls de pell, i cabell com els trets o les aspiracions pot ser ampliat comprant paquets d'expansió, els quals sempre porten material pel CAS (Create a Sim, Creació d'un Sim).

### Mode de Compra/Construcció
A The Sims 4, els modes de construcció i compra, que estaven separats als jocs previs, s'han combinat i es tracten com una única característica. S'inclou un sistema detallat de construcció i compra, juntament amb els barris i el paisatgisme. Alguns articles del mode de compra que estan bloquejats es poden desbloquejar mitjançant la progressió dels nivells de carrera. Es poden moure edificis i habitacions senceres pel terreny de construcció. Hi ha una opció de cerca per buscar opcions de mode de construcció i compra, i diferents opcions de filtratge de resultats segons els colors, packs d'expansió, o preus. Hi ha habitacions prefabricades que es poden col·locar a l’instant. Les altures de la paret es poden ajustar. Hi ha una funció d'eines de piscina amb eines de piscina triangulars, quadrades i octogonals.

### La Galeria
The Sims 4 inclou funcions socials, com ara la importació de Sims, solars i habitacions que altres jugadors han creat des de la Galeria. Els jugadors poden publicar les seves creacions a la Galeria perquè altres jugadors les puguin descarregar instantàniament al seu joc.
La Galeria té una barra de cerca i un sistema de filtratge de resultats bastan estès.
A la Galeria podem el número de descàrregues que ha tingut una publicació junt amb el número de likes, i els comentaris que han penjat altres susuaris, com a qualsevol altra xarxa social. Junt amb la creació, l'usuari que la publica pot adjuntar-hi una descripció i diferents etiquetes per aparèixer a la pàgina de resultats d'una cerca concreta.

### Mons
The Sims 4 va sortir a la venda originalment amb dos mons: Willow Creek i Oasis Springs. Tots dos mons contenen cinc barris i un total de 21 lots. Amb el llançament de Outdoor Retreat, el qual va sortir el gener de 2015, i Jungle Adventure, del febrer de 2018, els mons Granite Falls i Selvadorada, respectivament, van sortir disponibles per visitar-los al anar de vacances. Newcrest va estar disponible amb una actualització gratuïta, i té tres barris amb cinc lots buits cadascun, per un total de 15 lots que estan disponibles per construir-hi qualsevol edifici. Magnolia Promenade va venir amb el paquet d’expansió Get to Work, al març de 2015, i Windenburg es va introduir al paquet d’expansió Get Together, del desembre del mateix any. El paquet d’expansió City Living, llançat al novembre del 2016, va presentar la nova ciutat de San Myshuno. El paquet de jocs de Vampires va afegir el barri Forgotten Hollow. El novembre de 2017, la ciutat costanera de Brindleton Bay es va afegir al paquet d’expansió Cats and Dogs. El novembre de 2018, la ciutat de Del Sol Valley es va afegir amb el paquet d’expansió Get Famous. El febrer de 2019, la ciutat desèrtica de Strangerville es va afegir amb la publicació del paquet de joc Strangerville. El juny de 2019, el paquet d’expansió Island Living va introduir un nou món basat en illes tropicals, Sulani. Al setembre de 2019, el món de Glimmerbrook i el seu homòleg del regne màgic (al qual s'accedeix a través del portal) es van incloure amb la publicació del paquet de joc Realm of Magic. El novembre de 2019, la ciutat universitària de Britechester va ser llançada amb el paquet d’expansió Discover University. El juny de 2020, el món industrial d'Evergreen Harbor es va incloure al paquet d'expansió Eco Lifestyle. El món visitable de Batuu, basat íntegrament en la franquícia Star Wars, i on Sims podia fer vacances indefinidament, es va introduir al paquet de jocs Star Wars: Journey to Batuu al setembre de 2020. Al desembre de 2020 el poble rural de Mount Komorebi es va introduir al joc amb el paquet d'expansió Snowy Escape.

## Desenvolupament
El 25 d’abril de 2013 es van filtrar en la pàgina web oficial d’un desenvolupador del videojoc algunes captures de pantalla de prototips de la interfície de l’usuari, destapant oficialment el desenvolupament de la quarta versió del videojoc The Sims.
El 3 de maig del 2013, Electronic Arts va avisar d’un gran anunciament el 6 d’aquell mateix mes, el qual es va especular que podria tractar-se dels Sims 4. Efectivament, així va ser, EA va publicar el primer logotip oficial i una imatge renderitzada del joc. El domini del lloc TheSims4.com va ser activa i redireccionat al lloc oficial dels Sims.
El videojoc va ser desenvolupat per The Sims Studio, dins de l'estudi Maxis d’EA. Maxis Label s’havia format al 2012 per englobar les franquícies de The Sims i SimCity. Lucy Bradshaw va ser nomenada la directora general d’aquesta divisió.
El desenvolupament principal de The Sims 4 va tenir lloc a la seu de EA a Redwood Shores tot i que durant uns mesos de 2013 i principis de 2014, van tenir l’assistència de l'equip secundari de The Sims a Salt Lake City. The Sims Studio a Redwood Shores està dirigit per Rachel Franklin, màxima responsable del projecte de The Sims 4.
The Sims 4 es va descriure com un videojoc on les opinions de la comunitat tenien més rellevància. Per aquest motiu, l'estudi desenvolupador del joc va formar un grup d’aficionat especial anomenat “YibSims” («millors amics» a simlish), integrat per alguns dels majors aficionats de les sèries del joc. Aquest grup d’aficionats rep invitavions especials a esdeveniments per tal de conèixer abans que ningú els continguts futurs dels Sims.
El setembre del 2019, ja que era el cinquè aniversari del joc, es va canviar el logotip i les icones del joc.

## Característiques
- Sims nous: es pot crear i controlar Sims més intel·ligents, relacionables i emocionalment diversos.
- Intel·ligència: els Sims es mouen i actuen més naturalment que abans, des de fer multitasques fins a expressar llurs emocions per llur forma de caminar. Es poden triar els trets de personalitat i aspiracions, i explorar la profunditat dels desitjos de tota la vida a través dels pensaments, sociabilitat, carrera i records.
- Profunditat emotiva: per primera vegada, els Sims senten i expressen emocions, i poden experimentar un abast i profunditat emotiva i ser influenciats per altres Sims, per altres accions, esdeveniments, records o fins i tot la roba i objectes que es trien.
- Eines creatives noves: s'ha redissenyat les eines de crear Sims i cases. Ara és possible modelar els Sims de manera tàctil, i construir més intuïtivament habitacions a les cases.
- Barris vibrants: nous efectes visuals per als barris del Sims.
- Recompenses: en completar esdeveniments és possible guanyar objectes, vestits i trets nous, descobrir col·leccionables i desbloquejar premis.
- Compartir creacions: és possible compartir les unitats domèstiques amb amics i la comunitat, i descarregar les creacions d'altres persones.

## Packs d'expansió
| Nom                 | Data de Llançament                                                                   | Descripció | Contingut |
| ------------------- | ------------------------------------------------------------------------------------ | --- | --- |
| Get to Work!        | PC: Estats Units: 31 març 2015 Europa: 2 abril 2015 Consola: 20 març 2018            | Expansió dedicada a la vida laboral | - Nou Barri: Magnolia Promenade - Professions actives: metge, policia i científic - Negocis personalitzables - Noves habilitats: Fotografia i rebosteria - Nova forma de vida: Alienígenes |
| Get Together        | PC: Estats Units: 8 desembre 2015 Europa: 10 desembre 2015 Consola: 11 setembre 2018 | Expansió dedicada a la vida social | - Nova Ciutat: Winderburg - Clubs nocturns - Noves habilitats: ballar i DJ - Nous lots comunitaris: Discoteques, cafeteries i piscines públiques |
| City Living         | PC: Estats Units: 1 novembre 2016 Europa: 3 novembre 2016 Consola: 14 novembre 2017  | Expansió dedicada a la vida en una ciutat cosmopolita | - Nova Ciutat: San Myshuno - Nou tipus de festa: els festivals - Apartaments en edificis que compten amb característiques pròpies - Nova habilitat: cant - Noves professions: polític, crític i gestor de xarxes socials                                                                          |
| Cats & Dogs         | PC: 10 novembre 2017 Consola: 31 juliol 2018                                         | Expansió que introdueix les mascotes en el joc. Es permet tenir gats i gossos en les unitats domèstiques. També inclou altres animals com aus, guineus i ossos rentadors. | - Nova ciutat: Brindelton Bay - Nova professió: Veterinari/a |
| Seasons             | PC: 22 juny 2018 Consola: 13 novembre 2018                                           | Expansió que introdueix les 4 estacions al joc. | - Introducció de les 4 estacions que comporten cànvis climatològics com neu, pluja o vent. - Festivitats com Nadal, Halloween, el dia de la collita i la possibilitat de crear festivitats pròpies. - Noves morts: Hipotèrmia i hipertèrmia. - Noves professions: Jardineria - Opció de calendari |
| Get Famous          | PC: 16 novembre 2018 Consola: 12 febrer 2019                                         | Expansió que ofereix la possibilitat que els Sims esdevinguin famosos. | - Nova Ciutat: Del Sol Valley - Noves professions: Actor/Actriu i Influencer - Inclou un nou tret de personalitat: Egocèntric/a - Introducció d'un sistema de fama i reputació - Habilitat de producció de vídeo.                                                                                 |
| Island Living       | PC: 21 juny 2019 Consola: 16 juliol 2019                                             | Expansió dedicada a la vida dels Sims en una illa tropical. | - Nova forma de vida: Sirenes - Nous animals: Dofins - Noves activitats: Busseig - Noves professions: Conservacionista, instructor de busseig i socorrista. |
| Discover University | PC: 15 novembre 2019 Consola: 17 desembre 2019                                       | Expansió que introdueix als Sims a la vida universitària | - Nou Món: Britechester - Dos nous llocs d'estudi: University of Brietchester i Foxbury Institute. - Nova habilitat: anar en bicicleta |
| Eco Lifestyle       | 5 juny 2020                                                                          | Expansió centrada en un estil de vida ecofriendly i el canvi climàtic. | - Nova ciutat: Evergreen Harbor - Noves professions: Creador i Artesà - Turbines eòliques, plaques solars i recol·lectors d'aigua - Votacions de la comunitat - Introducció d'escales portàtils.                                                                                                  |
| Snowy Escape        | 13 novembre 2020                                                                     | Expansió basada en la cultura japonesa i ambientada en un paisatge de neu                                                                                                 | - Nou món: Mt. Komorebi - Noves habilitats: Snowboarding, esquiar i Wipeout - Nous llocs comunitaris: saunes |
| Cottage Living      | 22 juliol 2021                                                                       | Expansió basada en la vida rural | - Nou món: Henford-on-Bagley |
| High School Years   | 28 juliol 2022                                                                       | Expansió que ofereix als Sims l'experiència d'anar a l'institut. | - Nous trets de personalitat - Noves aspiracions vitals - Noves habilitats - Noves activitats extraescolars i laborals - Nous objectes - Nous articles de moda |
| Growing Together    | 16 març 2023                                                                         | Expansió dedicada a la vida en família. | - Nou món: San Sequoia - Millores en els nadons - Noves interaccions familiars - Nous assoliments - Nous esdeveniments |
| Horse Ranch         | 20 juliol 2023                                                                       | Expansió que introdueix els cavalls i les interaccions amb ells. | - Noves habilitats - Nous esdeveniments - Nous objectes - Nous articles de moda - Nous trets de personalitat - Noves aspiracions vitals |
| For Rent            | 7 desembre 2023                                                                      | Expansió dedicada a l'habitatge de lloguer. | - Nou món: Tomarang - Nova tipologia d'habitatge (de lloguer) - Nous objectes - Nous esdeveniments - Nous trets de personalitat - Noves aspiracions vitals - Noves interaccions |
| Lovestruck          | 25 juliol 2024                                                                       | Expansió dedicada a les relacions romàntiques entre Sims. | - Nous objectes - Nova habilitat - Nous trets de personalitat - Noves interaccions - Nova professió - Nous esdeveniments |
| Life & Death        | 31 octubre 2024                                                                      | Expansió dedicada a l'exploració del més enllà després de la mort dels Sims.                                                                                              | - Nous objectes - Nou esdeveniment - Nova mascota - Nova habilitat - Nova professió - Nous trets de personalitat - Nova aspiració vital |

## Packs de contingut
| Nom                        | Data de llançament                            | Descripció |
| -------------------------- | --------------------------------------------- | --- |
| Outdoor Retreat            | PC: 13 gener 2015 Consola: 4 desembre 2018    | - Inclou un nou destí d'acampada: Granite Falls - Nous objectes, roba, interaccions i habilitats - Noves habilitats: Jardineria i col·lecció de minerals i insectes                                        |
| Spa Day                    | PC: 14 juliol 2015 Consola: 18 abril 2019     | - Nou edifici: Spa - Nous objectes, roba i interaccions - Nova habilitat: Benestar (yoga, meditació i massatges)                                                                                           |
| Dine Out                   | PC: 7 juny 2016 Consola: 8 gener 2018         | - Permet tenir i visitar restaurants - Els Sims propietaris d'un restaurant poden experimentar més a la cuina - Nous objectes i roba                                                                       |
| Vampires                   | PC: 25 gener 2017 Consola: 14 novembre 2017   | - Nova forma de vida: Vampirs (els Sims poden convertir-se) - Nou món: Forgotten Hollow - Nova roba, maquillatge i objectes - Introducció de nous trets de personalitat i aspiracions                      |
| Parenthood                 | PC: 30 maig 2017 Consola: 19 juny 2018        | - Nova habilitat: Aptitud paternal - Els pares poden mantenir més interaccions amb els seus fills, influint en el seu creixement. - Nou vestuari i objectes                                                |
| Jungle Adventure           | PC: 27 febrer 2018 Consola: 4 desembre 2018   | - Nou destí de viatge: Selvadorada - Noves habilitats: Arqueologia i cultura - Permet que els Sims investiguin en la jungla: reliquies, tresors i nous perills - Noves aspiracions, trets, roba i objectes |
| StrangerVille              | PC: 26 febrer 2019 Consola: 14 maig 2019      | - Introducció del "mode història": Nou virus que ha assetjat tota la ciutat - Nous objectes, vestuari, pentinats i aspiracions                                                                             |
| Realm of Magic             | PC: 10 setembre 2019 Consola: 15 octubre 2019 | - Nous mons: Glimmerbrook i Magical Realm - Nou personatge: Bruixot - Noves aspiracions: Alquimia i màgia - Nous objectes, vestuari, habilitats i tipus de morts                                           |
| StarWars: Journey to Batuu | 8 setembre 2020                               | - Introducció al joc de personatges de la franquícia d'Star Wars - Nou tipus d'aliens - Nova roba, objectes i habilitats                                                                                   |
| Dream Home Decorator       | 1 juny 2021                                   | - Introducció d'una nova professió: dissenyador d'interiors - Nous objectes i articles de moda |
| My Wedding Stories         | 23 febrer 2022                                | - Millora de la celebració de casament: nous esdeveniments en realció als casaments - Nous objectes i articles de moda - Noves interaccions                                                                |
| Werewolves                 | 16 juny 2022                                  | - Noves aspiracions vitals - Nous trets de personalitat - Nous articles de moda i objectes - Nous esdeveniments                                                                                            |

## Packs d'accessoris
| Nom               | Data de llançament                            | Descripció |
| ----------------- | --------------------------------------------- | --- |
| Luxury Party      | PC: 19 de maig 2015 Consola: 5 desembre 2017  | Paquet centrat en la realització de festes. Inclou nou vestuari, objectes, mobiliari i maquillatge                                                                                   |
| Perfect Patio     | PC: 16 juny 2015 Consola: 17 novembre 2017    | Paquet centrat en festes i vida de qualitat al pati de casa. Inclou nou mobiliari com la banyera d'hidromassatge.                                                                    |
| Cool Kitchen      | PC: 11 agost 2015 Consola: 5 desembre 2017    | Paquet centrat en la cuina i les activitats que es realitzen en aquesta. Inclou nou mobiliari, vestuari i objectes com la màquina de gelats.                                         |
| Spooky            | PC: 29 setembre 2015 Consola: 2 octubre 2018  | Paquet centrat en decoració de festa temàtica de terror. Inclou nous objectes, decoració i disfresses.                                                                               |
| Movie Hangout     | PC: 12 gener 2016 Consola: 19 febrer 2019     | Paquet dedicat a activitats relacionades amb el cinema Inclou objectes com una pantalla de projeccions o una màquina de fer crispetes.                                               |
| Romantic Garden   | PC: 9 febrer 2016 Consola: 6 febrer 2018      | Inclou decoració romàntica pel jardí. Introducció d'un pou de desitjos, un parc nou i una nova emissora de ràdio.                                                                    |
| Kids Room         | PC: 28 juny 2016 Consola: 19 juny 2018        | Paquet dedicat a decoració i objectes interactius per nens. Inclou objectes com una videoconsola, cartes infantils i un teatre de marionetes.                                        |
| Backyard          | PC: 19 juliol 2016 Consola: 22 maig 2018      | Inclou nous objectes per la decoració del pati. |
| Vintage Glamour   | PC: 6 desembre 2016 Consola: 14 novembre 2017 | Paquet dedicat a l'estil vintage dels anys 50. Inclou vestuari d'època i la possibilitat de contractar un majordom.                                                                  |
| Bowling Night     | PC: 29 març 2017 Consola: 12 març 2019        | Paquet que permet afegir pistes de bitlles a més de decoració relacionada. |
| Fitness           | PC: 20 juny 2017 Consola: 12 març 2019        | Paquet dedicat a nous objectes de temàtica esportiva. Inclou noves habilitats i activitats esportives a més d'una nova emissora de ràdio.                                            |
| Toddler           | PC: 24 agost 2017 Consola: 22 maig 2018       | Inclou una nova vestimenta, accessoris i jocs pels infants. Nou esdeveniment: quedar per jugar.                                                                                      |
| Laundry Day       | PC: 16 gener 2018 Consola: 14 agost 2018      | Introdueix la rentadora i la possibilitat que els Sims rentin la roba. Inclou nous objectes, vestuari i pentinats.                                                                   |
| My First Pet      | PC: 13 març 2018 Consola: 31 març 2020        | Paquet que inclou noves mascotes més petites com hàmsters, rates o eriçons, a més d'accessoris per aquestes mascotes. Es necessita l'expansió Cats&Dogs per utilitzar aquest paquet. |
| Moschino          | PC: 13 agost 2019 Consola: 3 setembre 2019    | Inclou roba i accessoris inspirats en la marca d'alta costura italiana Moschino. Nova professió: fotògraf autònom Noves poses dels Sims quan se'ls fotografia.                       |
| Tiny Living       | PC: 21 gener 2020 Consola: 4 febrer 2020      | Ofereix la possibilitat de construir cases molt petites i inclou mobles que s'adeqüen a aquests espais.                                                                              |
| Nifty Knitting    | 28 juliol 2020                                | Introdueix l'habilitat de teixir i nous objectes de decoració. |
| Paranormal        | 26 gener 2021                                 | Ofereix àmplies interaccions amb els fantasmes i d'altres habilitats relacionades amb allò paranormal.                                                                               |
| Home Chef Hustle  | 28 setembre 2023                              | Ofereix objectes i activitats amb el menjar i la cuina. Els Sims poden obrir el seu propi negoci com a chefs.                                                                        |
| Crystal Creations | 29 febre 2024                                 | Introdueix l'habilitat creativa de fer joies, a més de diverses activitats i interaccions amb relació a la joieria.                                                                  |